# Duino (Film)
Duino ist ein romantisches Filmdrama und das Regiedebüt von Juan Pablo Di Pace und Andrés Pepe Estrada. Di Pace ist in dem Film an der Seite von August Wittgenstein auch in einer der beiden Hauptrollen zu sehen und spielt einen schwulen Regisseur, der sich mit der großen Liebe seiner Jugend wiedertrifft. Der in dem gleichnamigen italienischen Küstendorf spielende und gedrehte Film, in dem Di Pace als Jugendlicher selbst ein United World College besuchte, feierte Mitte April 2024 beim Torino Lovers Film Festival seine Premiere. Der US-Kinostart ist im Juli 2025 geplant.

## Handlung
Als Teenager hat der Argentinier Matias zwei Jahre lang eines der United World Colleges in der italienischen Gemeinde Duino-Aurisina besucht. Dort lernte er den Schweden Alexander kennen, in den er sich verliebte, wie er erst später in seinem Leben feststellte. Ihre besondere Freundschaft endete jedoch abrupt, als Alexander von der Schule genommen wurde.
Als Erwachsener ist Matias ein renommierter Regisseur und dreht einen Film über seine Begegnung mit Alexander. Weil er mit seinem Werk nicht ganz zufrieden ist, beschließt er, seine Jugendliebe nach 25 Jahren wiederzusehen.

## Produktion

### Regie und Drehbuch
Regie führten Juan Pablo Di Pace und Andrés Pepe Estrada, die gemeinsam auch das Drehbuch schrieben. Es handelt sich bei Duino um ihr Regiedebüt. Der Argentinier Di Pace ist als Schauspieler aus Fernsehserien wie Fuller House und Dallas bekannt, spielte in der Musikkomödie Mamma Mia! von Phyllida Lloyd und war zuletzt in The Mattachine Family in einer Hauptrolle zu sehen. Im Alter von zwölf zog er mit seiner Familie nach Spanien. Di Pace spricht fließend Spanisch, Italienisch und Englisch. Im Alter von 17 Jahren erhielt er ein Stipendium des United World College of the Adriatic in Duino-Aurisina, wo der Film spielt. Er besuchte dieses von 1997 bis 1999 und verliebte sich dort in einen schwedischen Mitschüler. Insofern ist die in dem Film erzählte Geschichte autobiografisch. Estrada war in der Vergangenheit als Filmeditor bei Filmen wie Die verborgene Stadt, El incendio, Argentinien, 1985 – Nie wieder und A Cielo Abierto tätig. Auch bei Duino übernahm er gemeinsam mit Di Pace den Filmschnitt.

### Besetzung und Kostüme

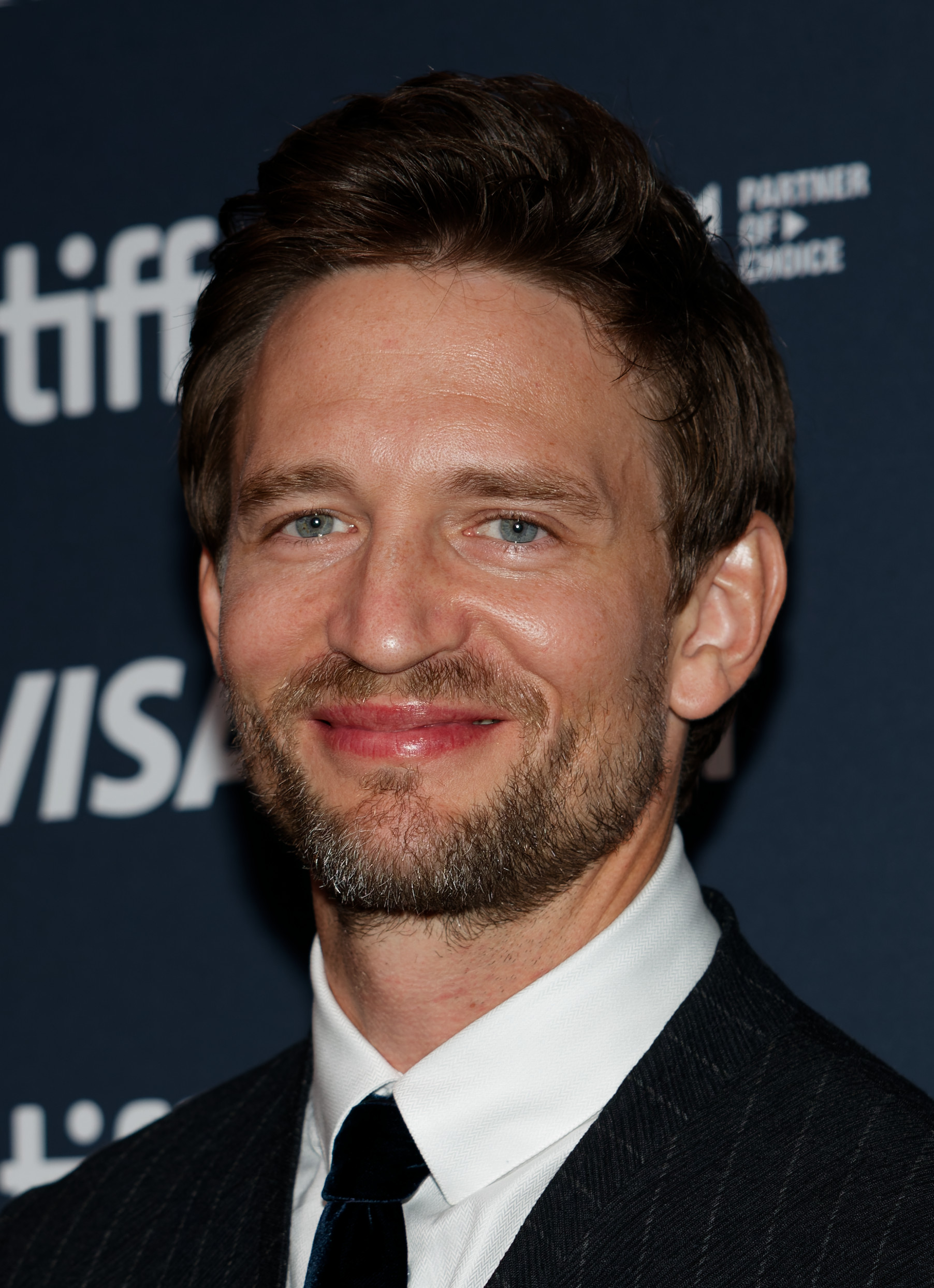
August Wittgenstein spielt Alexander

Di Pace spielt im Film zudem in der Hauptrolle den erwachsenen Matias. Als 17-Jähriger wird dieser von Santiago Madrussan verkörpert. Der deutsch-schwedische Schauspieler August Wittgenstein, vor allem bekannt aus dem Dreiteiler Ku’damm 56, Ku’damm 59 und Ku’damm 63, spielt den erwachsenen Alexander, der als Jugendlicher von Oscar Morgan verkörpert wird. Die Argentinierin Araceli González spielt die jüngere Roma, Matias’ Mutter. Als ältere Frau wird sie von Marta Beatriz Maineri gespielt. Julia Bender spielt Alexanders Schwester Kathrine. In weiteren Rollen sind der Isländer Jóhannes Haukur Jóhannesson und die Finnin Krista Kosonen zu sehen.
Bei den Entwürfen für die Kleidung des teilweise in den 1990er Jahren spielenden Films war De Paces Mutter Marta Maineri beteiligt, eine spanische Malerin.

### Dreharbeiten
Die Dreharbeiten fanden ab Anfang 2022 in dem titelgebenden Ort Duino in der Gemeinde Duino-Aurisina an der Küste von Nordostitalien statt, unter anderem vor der Kulisse der dort befindlichen Burgen und Schlösser. Weitere Aufnahmen entstanden in der argentinischen Hauptstadt Buenos Aires, dem Geburtsort von Di Pace. Der Arbeitstitel war For Another Time. Der US-amerikanische Kameramann Devin Doyle war in der Vergangenheit vor allem für Miniserien und Kurzfilme tätig. Er ist der Ehemann der Filmproduzentin Amanda Lenker Doyle.

### Filmmusik
Die Filmmusik komponierten die Isländer Kjartan Dagur Holm und Sindri Már Sigfússon. Kjartan Dagur Holm ist Gitarrist der Alternative-Rock-Band For a Minor Reflection und der Bruder des Sigur-Rós-Mitgründers Georg Holm und war zuvor für Fernsehserien wie Eurogarðurinn, Ráðherrann und Blackport tätig. Sindri Már Sigfússon komponierte zuvor für Filme wie Foscadh.

### Veröffentlichung
Die Premiere des Films erfolgte am 16. April 2024 beim Torino Lovers Film Festival, wo Duino als Eröffnungsfilm gezeigt wurde. Ende Juni 2024 wurde er bei Frameline48 vorgestellt, der 48. Ausgabe des San Francisco International LGBTQ+ Film Festivals. Im Oktober 2024 wurde er beim OUTshine LGBTQ+ Film Festival gezeigt und im November 2024 beim Melbourne Queer Film Festival. Im Februar 2025 wurde er beim Madi Gras Film Festival gezeigt. Im April 2025 erfolgten Vorstellungen beim Miami Film Festival. Am 11. Juli 2025 soll Duino in die US-Kinos kommen.

## Auszeichnungen
Torino Lovers Film Festival 2024
- Auszeichnung mit dem Publikumspreis (Juan Pablo Di Pace und Andrés Pepe Estrada)
- Auszeichnung als Bester Film mit dem Young Lovers Award[10]